# Umělecká kolonie Dachau
Umělecká kolonie Dachau vznikla ve druhé polovině 19. století uprostřed oblasti se slatinnými loukami a borovými lesy severně od Mnichova. Tato kolonie krajinářů byla vedle Worpswede nejvýznamnější uměleckou kolonií v Německu. Ovlivnila některé české krajináře.

## Předchůdci
První malíři do Dachau přicházeli již od počátku 19. století – 1803 Simon Warnberger, 1825 Wilhelm von Kobell, 1834 Johann Georg von Dillis, kolem 1840 Eduard Schleich starší, 1850 Carl Spitzweg. Poslední z nich zde pobyl několik let a namaloval zde svůj známý obraz Knihomol (Der Bücherwurm, nyní na zámku Dachau). Okolí Dachau nabízelo ideální motivy pro stále populárnější malování v plenéru. V roce 1870 sem přišel Heinrich von Zügel a roku 1873 Wilhelm Leibl.

## Založení kolonie
Dostupné bydlení a dostatek vhodných prostor pro ateliéry přilákalo po roce 1875 množství umělců. Kolem roku 1897 sem přišli Ludwig Dill, Adolf Hölzel a Arthur Langhammer, kteří založili uměleckou školu „Neu-Dachau“. Hölzel zde otevřel významnou malířskou školu a Dill založil místní umělecké sdružení. Po nich do Dachau přišli Max Liebermann, Lovis Corinth, Max Slevogt, Ludwig von Herterich, Hermann Linde, Anton von Stadler, Paul Baum, Heinrich von Zügel a Hölzelovým žákem se stal Emil Nolde.
Ve druhé vlně, která přišla po roce 1900, byli August von Brandis, Hermann Stockmann, Ignatius Taschner, Hans von Hayek, Carl Thiemann, August Pfaltz, Paula Wimmer a Walther Klemm. Zdejší malíři se orientovali na Paříž a barbizonskou školu. Roku 1905 umělci založili Okresní muzeum Dachau a roku 1908 Zámeckou galerii Dachau.

## 20. století
Po první světové válce se počet malířů v kolonii snížil, ale ještě v roce 1919 počet členů místního malířského sdružení činil 44. V meziválečném období zde pobývali Emmi Walther, Ella Iranyi, Carl Olof Petersen a Karl Staudinger. Po druhé světové válce se již umělecká kolonie neobnovila.

## Vliv na české malířství
U Eduarda Schleicha v Mnichově studoval roku 1853 Julius Mařák a v letech 1863–1864 Alois Kirnig. V létě 1918 přijel do Dachau za Hansem von Hayekem Willi Nowak.

## Galerie

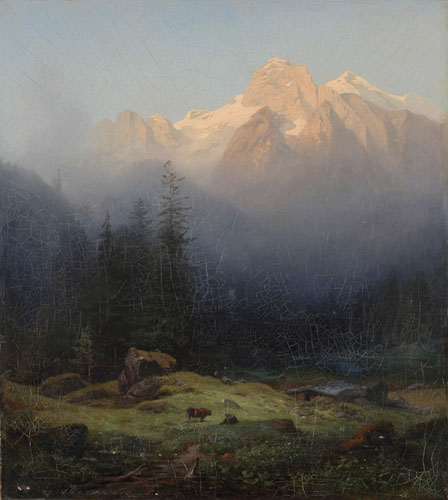
Eduard Schleich starší, Alpy
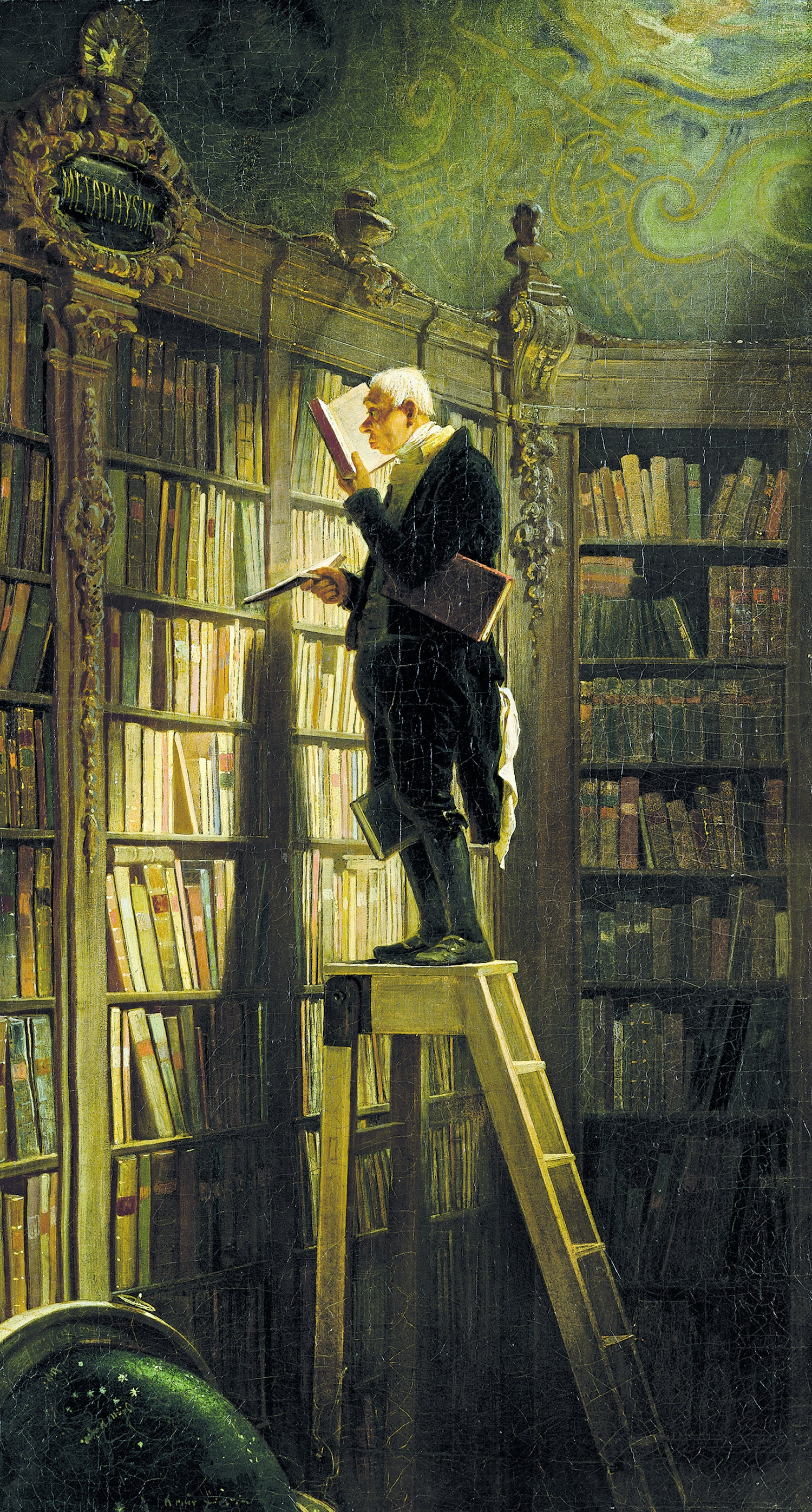
Carl Spitzweg, Knihomol
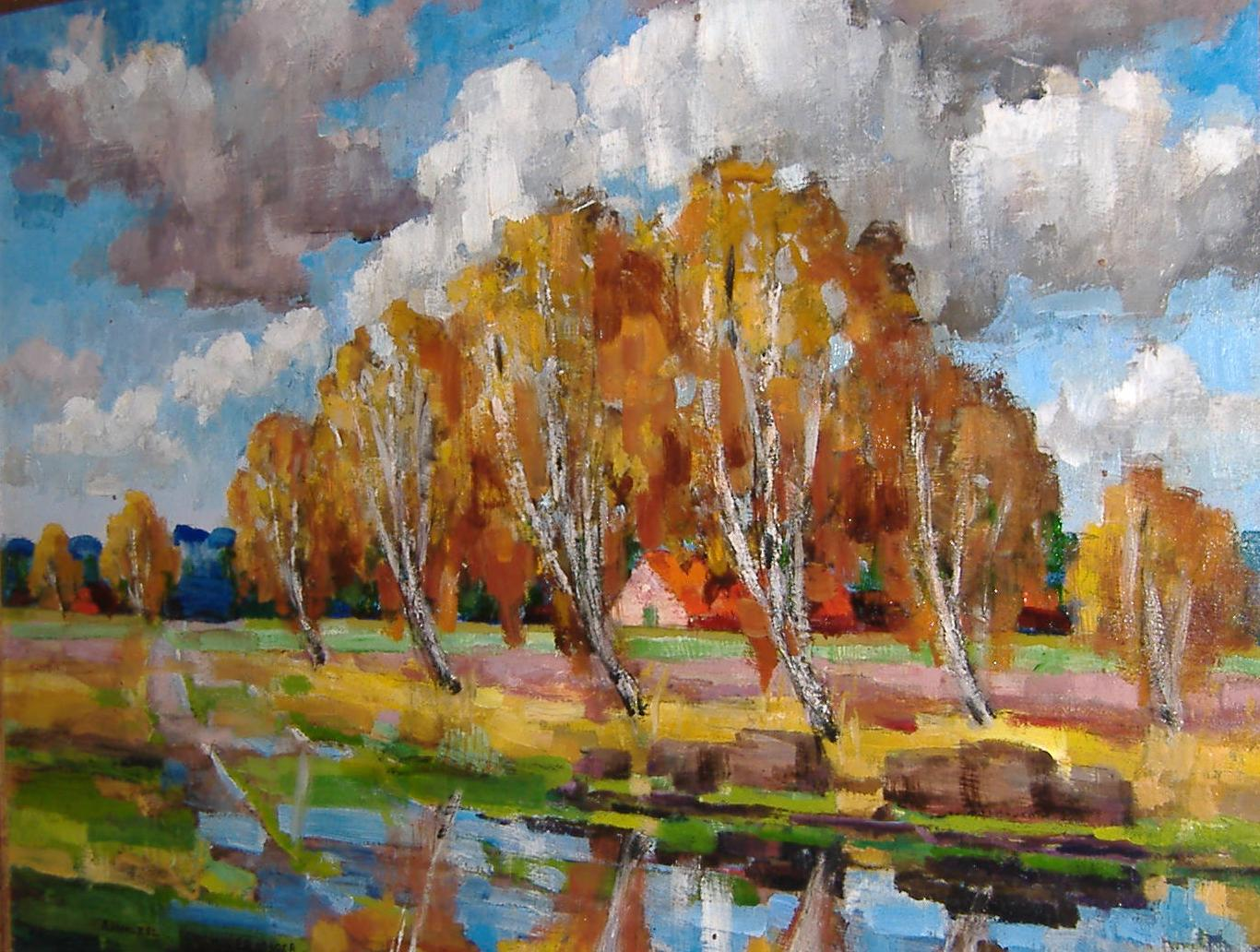
Adolf Hölzel, Dachauer Moor (1900)
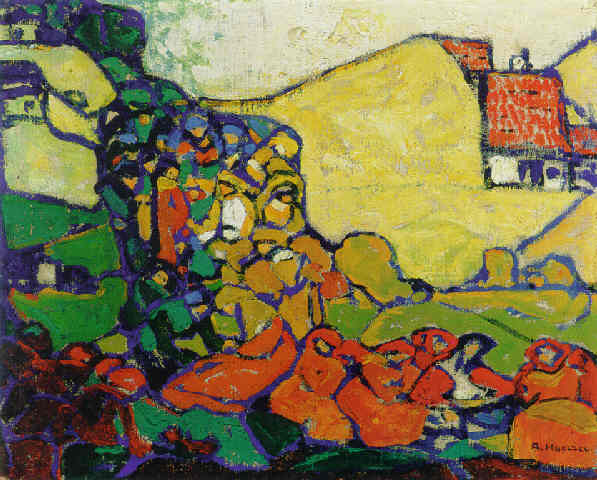
Adolf Hölzel, Landscape (1915)
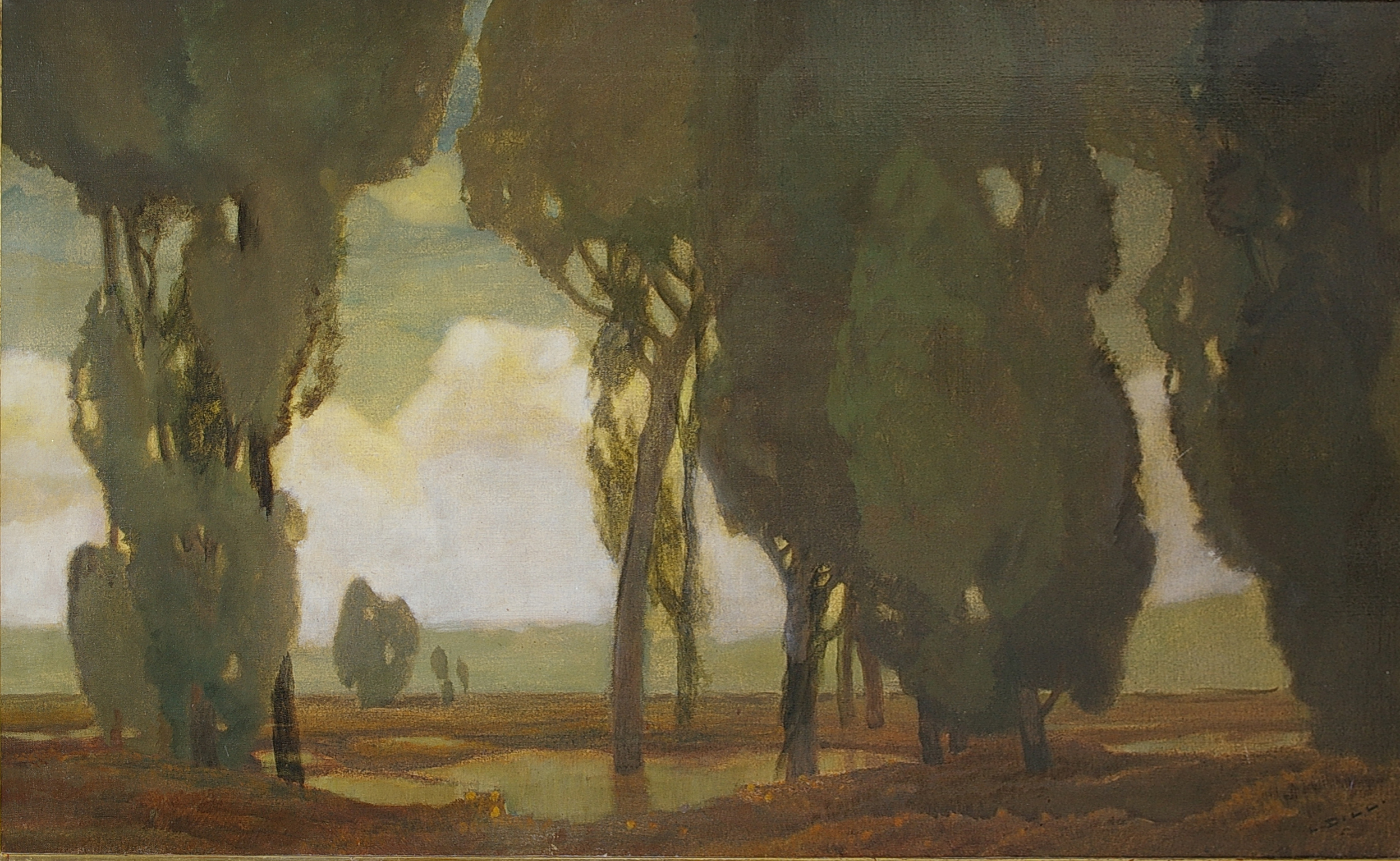
Luwig Dill, Der Morgen
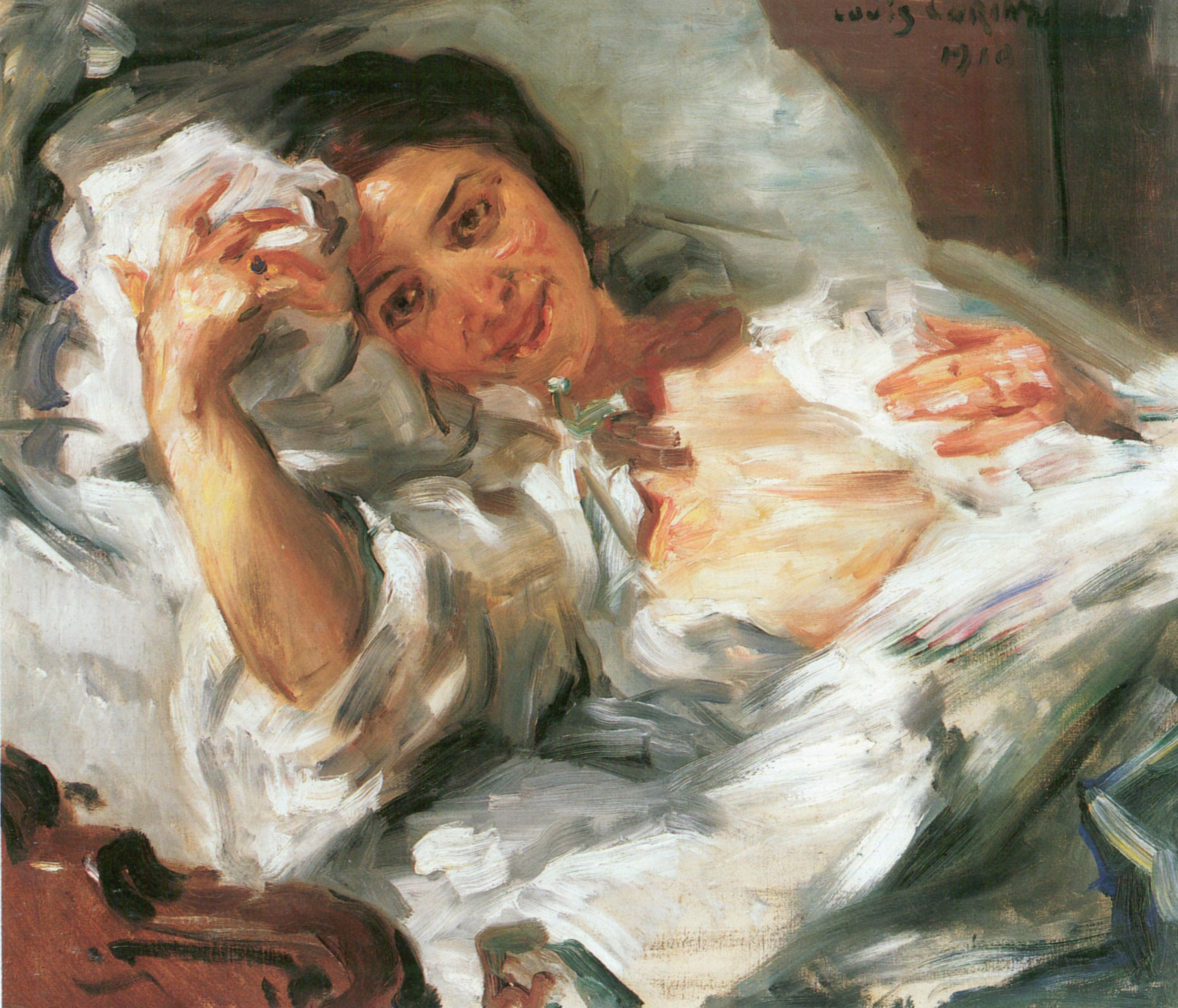
Lovis Corinth, Morgensonne (1910)
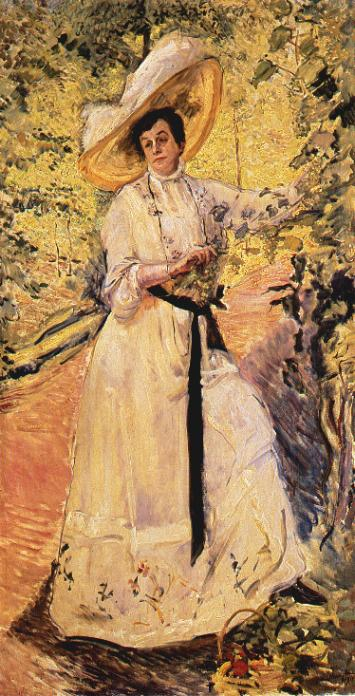
Max Slevogt, Nini am Weinspalier (1911)
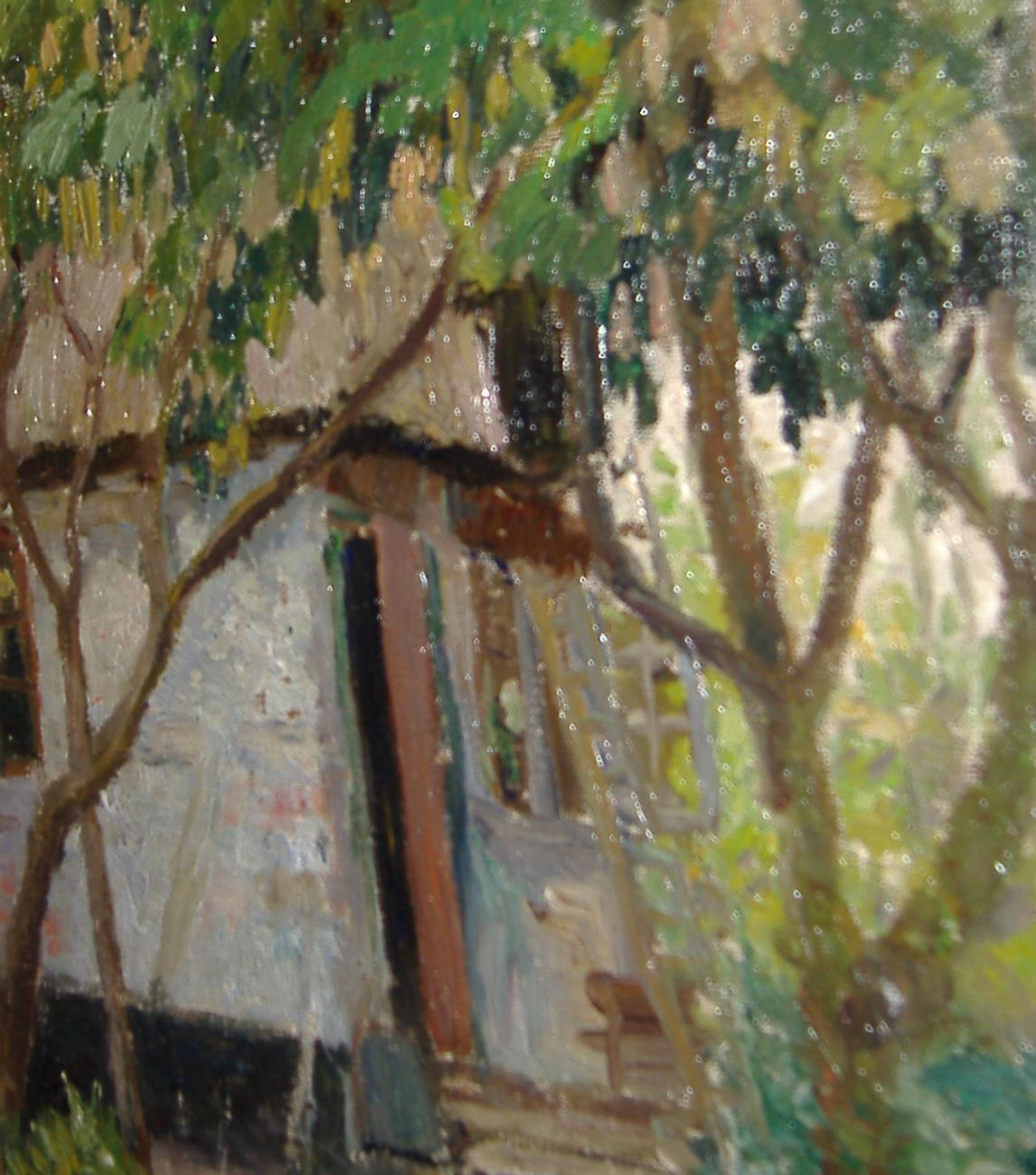
Hans von Hayek, Einöde bei Dachau